# 沃克斯霍爾橋
沃克斯霍爾橋（英語：Vauxhall Bridge），是一座位於英國倫敦中心區泰晤士河上的拱橋，是二級登錄建築。此橋的南岸是沃克斯霍爾，北岸是皮姆利科，其上是A202號公路。1906年時為了取代1809年至1816年間搭成的舊沃克斯霍爾橋（原稱攝政橋）而建。
實際上和舊沃克斯霍爾橋一樣，現在的沃克斯霍爾橋也有許多問題，導致多次更換建築師進行改造。它是倫敦最早承載有軌電車和兩條公路的橋樑。1963年時曾有計劃將此橋拆掉，改建七層的現代化大型百貨商場，但是該計劃耗資過巨而流產。除去加上了欄杆和不同的道路規劃外，現在沃克斯霍爾橋外貌和1907年時毫無區別。